# 電正度
電正度（英語：Electropositivity）又稱電正性，是指元素脫去電子成為陽離子的難易度。一般而言，電正度是金屬的特性，因此化學元素中金屬特性越明顯的，其電正度最高。鹼金屬的外圍只有一個電子，離原子核又比較遠，電子最容易脫離，因此電正度最高，換句話說，電離能越低的元素，其電正度越大。電正度最高的為銫，最低的為氟。
在週期表中，同一族的元素，電負度越往上越高，同一週期的元素，電負度越往右越高。電正度恰好相反，同一族的元素，電正度越往下越高，同一週期的元素，電正度越往左越高。

## 相關連結
- 電負性